# بونارين
البونارين، ويُعرف أيضًا باسم "بن نارين"، هو طبق تقليدي ينتمي إلى المطبخ الجزائري.

## الأصل والأصل اللغوي
يعود أصل هذا الطبق إلى مدينة قسنطينة، وبشكل أدق إلى مدن عنابة  وقسنطينة وسكيكدة، كما يُحضَّر أيضًا في بلدة شرشال. أما اسمه، فهو مشتق من الكلمة العربية الجزائرية "بن نارين"، والتي اختُصرت إلى "بونارين"، وتعني "بين النيران"، في إشارة إلى طريقة طهيه التقليدية بين قانونين.

## الوصف
البونارين هو نوع من الجراتان يُحضَّر من اللحم المفروم، البيض، الجبن، والتوابل. النسخة الأكثر شهرة هي التي تحتوي على اللحم أو الدجاج مع البطاطس المقلية. يتم تحضير هذا الطبق على مرحلتين: أولاً، يُطهى اللحم (أو الدجاج) مع اللحم المفروم في صلصة متبلة. بعد الطهي على النار، يُحمر الطبق في الفرن مع البيض المخفوق والجبن.